# Valencia (Veneçuela)
|  | Per a altres significats, vegeu «Valencia». |

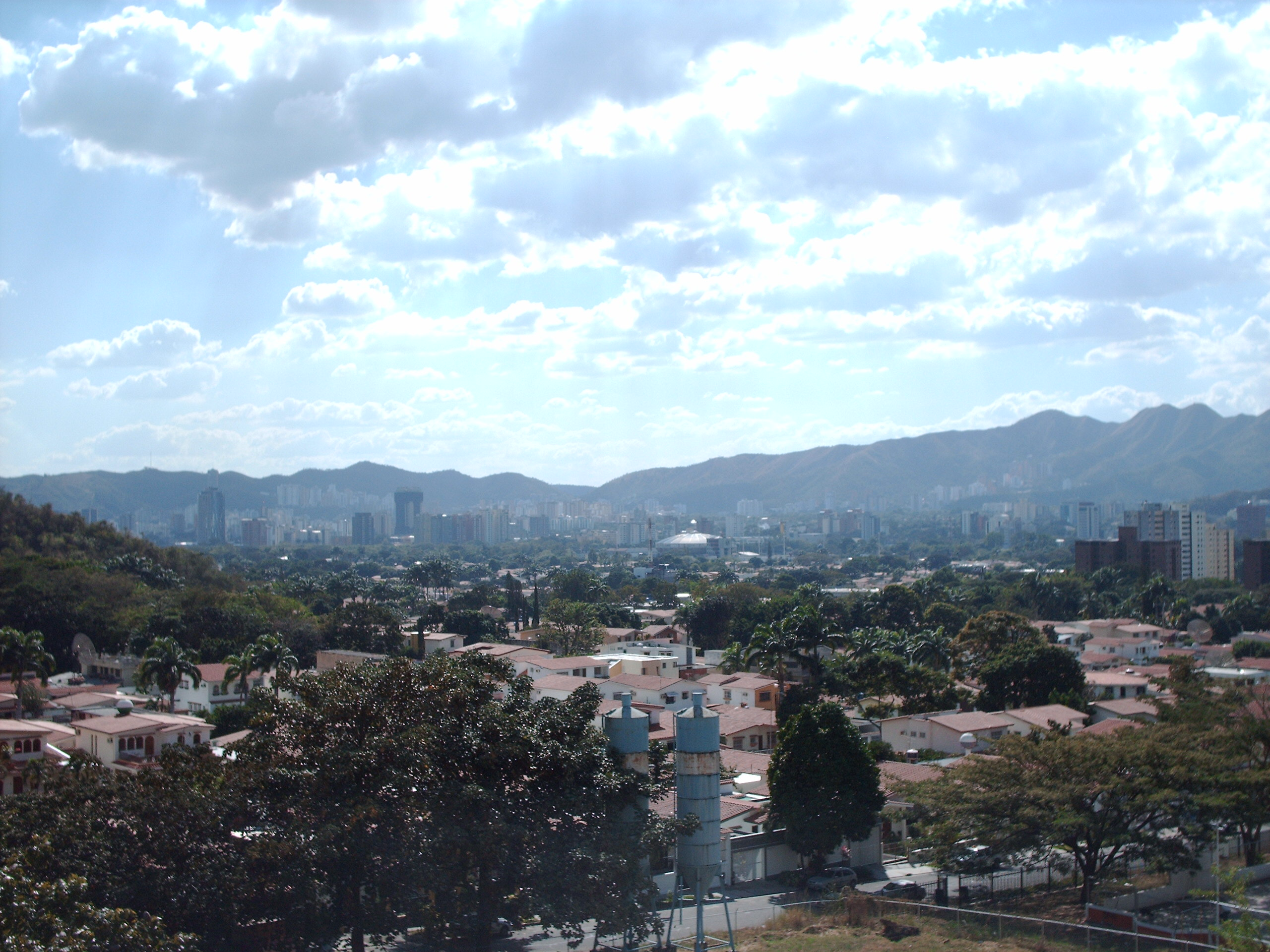
Vista Parcial de Valencia

Valencia és una important ciutat industrial i cultural de Veneçuela. És la capital del municipi de Valencia i de l'estat de Carabobo, a més de ser la tercera major ciutat en població del país, amb 1.385.202 habitants i aproximadament 2.000.000 la seva àrea metropolitana. Es troba a una àmplia vall de la Cordillera de la Costa, creuada pel Riu Cabriales, prop del llac de Valencia en el centre-nord del país.
Valencia és considerada com un dels principals centres industrials del país per la gran concentració d'indústries manufactureres en la seua àrea urbana, a més de ser el lloc on estan establertes quasi totes les fàbriques automotrius de Veneçuela.

## Història
Fundada el 25 de març de 1555, per Alonso Díaz Moreno, al principi de la seua fundació es va designar amb el nom de Nueva Valencia del Rey, posteriorment Nuestra Señora de la Anunciación de la Nueva Valencia del Rey i, més tard, Nuestra Señora del Socorro de la Nueva Valencia del Rey. Va rebre el seu nom pel fundador Alonso Díaz Moreno, qui la va batejar en honor de la ciutat de Valencia de Don Juan.
Va ser capital de Veneçuela en tres ocasions, en 1812 quan els poders públics es van traslladar allí, en 1830 al dissoldre's la Gran Colòmbia, i en 1858 quan va triomfar la Revolució de Març.
Durant la guerra d'Independència, Valencia fou teatre de grans esdeveniments que van culminar amb la batalla de Carabobo el 24 de juny de 1821, i sis dies després es va crear ací el Concejo Municipal, que va ser el primer de Veneçuela, el 30 de juny de 1821.
Valencia ha gaudit de fur universitari des de 1852, quan es van crear quatre facultats universitàries en el Col·legi Nacional de Primera Categoria. Hi ha la Universidad de Carabobo, com també la Universidad Arturo Michelena des de 1999, a més d'altres instituts d'educació superior, de recent creació, igualment de nivell universitari.

## Fills il·lustres
- José Vicente Lecuna (1899-1954) compositor musical veneçolà.